# Toutes les nuits (film, 2012)
Pour les articles homonymes, voir Toutes les nuits.
Pour plus de détails, voir Fiche technique et Distribution.
Toutes les nuits est un
court métrage français  réalisé par Clémentine Célarié, sorti en 2012.

## Fiche technique
- Titre : Toutes les nuits
- Réalisation : Clémentine Célarié
- Scénario : Clémentine Célarié
- Photographie : Thierry Arbogast
- Musique : Abraham Diallo
- Montage : Joëlle Hache
- Production : Big Fish Pictures
- Pays d'origine :  France
- Durée : 15 minutes
- Date de sortie : France, 6 avril 2012

## Distribution
- Jason Rodgers